# (18839) Whiteley
(18839) Whiteley (1999 PG) – planetoida z grupy pasa głównego asteroid okrążająca Słońce w ciągu 5,15 lat w średniej odległości 2,98 j.a. Odkryta 5 sierpnia 1999 roku.